# Theodor Sartori
Heinrich Friedrich Theodor Sartori (* 26. Juli 1835 in Nusse; † 10. Juli 1914 in Lübeck) war ein deutscher Zimmermeister und Architekt sowie Mitglied der Lübecker Bürgerschaft.

## Leben

### Herkunft
Theodor Sartori war ein Sohn von Gottfried Andreas Sartori (1797–1873), dem Pastor der damaligen Lübeckischen Exklave Nusse. Der Pädagoge August Sartori war sein älterer Bruder und der Reeder August Sartori sein Cousin.

### Laufbahn
Satori erlernte das Zimmererhandwerk, erwarb 1864 das Lübecker Bürgerrecht und war seitdem als Hauszimmermeister und Architekt tätig. Als solcher arbeitete mit dem Lübecker Architekten Alfred Redelstorff zusammen.

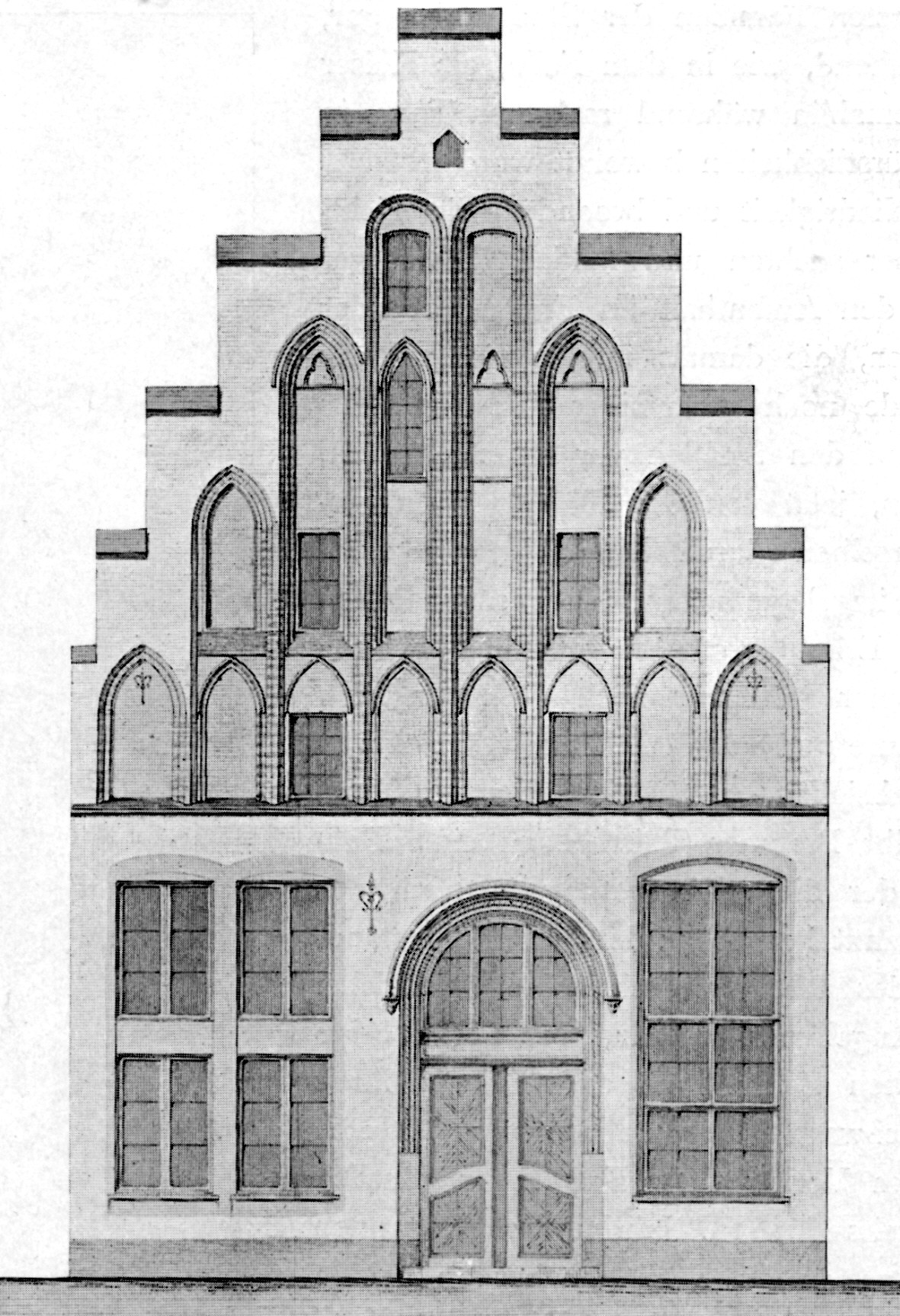
Lübeck, Hüxstraße 7, Zeichnung von Theodor Sartori vor dem Abbruch 1861

In Lübeck erwarb Sartori das Grundstück Johannisstraße 36/37 (heute Dr.-Julius-Leber-Straße 71) und errichtete dort nach seinen eigenen Entwürfen das noch heute stehende Haus, das er bis zu seinem Tod bewohnte. Wie Alfred Redelstorff war er seit Gründung des Vereins der Kunstfreunde 1872 dessen Mitglied. Seit 1866 gehörte er auch dem  Technischen Verein an. 
Im Verein der Kunstfreunde beteiligte Satori sich an der Aufnahme von Backsteingotik und Backsteinrenaissance in der Hansestadt.
Ende 1897 wurden er, Wilhelm Christian Cuwie, Wilhelm Brehmer, Hermann Baethcke und Ernst Stiller zu bürgerlichen Mitgliedern der gemeinsamen Kommission zur Ausschreibung des Kaiserdenkmals gewählt. Zu Ersatzmännern hierfür wurden Johannes Daniel Benda und Julius Vermehren bestimmt. Man entschied sich für den Entwurf des Bildhauers Cuno von Uechtritz-Steinkirch für ein großes, imposantes Kaiser-Wilhelm-Denkmal. Erst Eduard Kulenkamp, Vorsitzender des Vereins von Kunstfreunden, gelang es, die Stadt hiervon zu „befreien“. Anerkennung wurde Kulenkamp dadurch zuteil, dass er in die neue Kommission zur Bauordnung für ein Kaiserdenkmal berufen wurde.
Der Lübecker Bürgerschaft gehörte Sartori von mindestens 1898 bis mindestens 1905 an.
Wie sein Bruder war Satori Mitglied der Freimaurerloge Zur Weltkugel in Lübeck.

### Familie
Sartori heiratete 1868 Marie Henriette geb. Brattström, Schwester von Carl Alfred Brattström. Sie hatten drei gemeinsame Kinder: Otto Andreas Friedrich Sartori (1870–1935), der 1890 nach Argentinien auswanderte, Anna (* 1872) und Elisabeth (* 1874).

## Bauten und Entwürfe
- 1866: Umbau des eigenen Wohnhauses Johannisstraße 36/37 (heute Dr.-Julius-Leber-Straße 71)
- ab 1882: Entwürfe für den Stadtpark Lübeck
- 1891: Um- und Ausbau des Hauses Königstraße 5 zum Gesellschaftshaus der Gesellschaft zur Beförderung gemeinnütziger Tätigkeit
- 1900: Lungenheilstätte „Glück auf“ der Hanseatischen Versicherungsanstalt in Sankt Andreasberg im Harz
- 1905: Anbau des Südflügels der Hanseatischen Versicherungsanstalt an der Kronsforder Allee

## Schriften
- (als Bearbeiter): Deutsche Renaissance. Eine Sammlung von Gegenständen der Architektur, Decoration und Kunstgewerbe in Original-Aufnahmen. Band 5, Abteilung XLIII: Lübeck. E. A. Seemann, Leipzig o. J. (1882).
- Neuer Führer durch Lübeck mit besonderer Berücksichtigung seiner Bau- und Kunstdenkmäler. (herausgegeben nach den Bearbeitungen von Adolf Schwiening, Max Grube, Theodor Hach und Theodor Sartori) Nöhring, Lübeck 1896. (und weitere Auflagen)